# Elaeocarpus serratus
Elaeocarpus serratus là một loài thực vật thuộc chi Elaeocarpus, họ Côm.

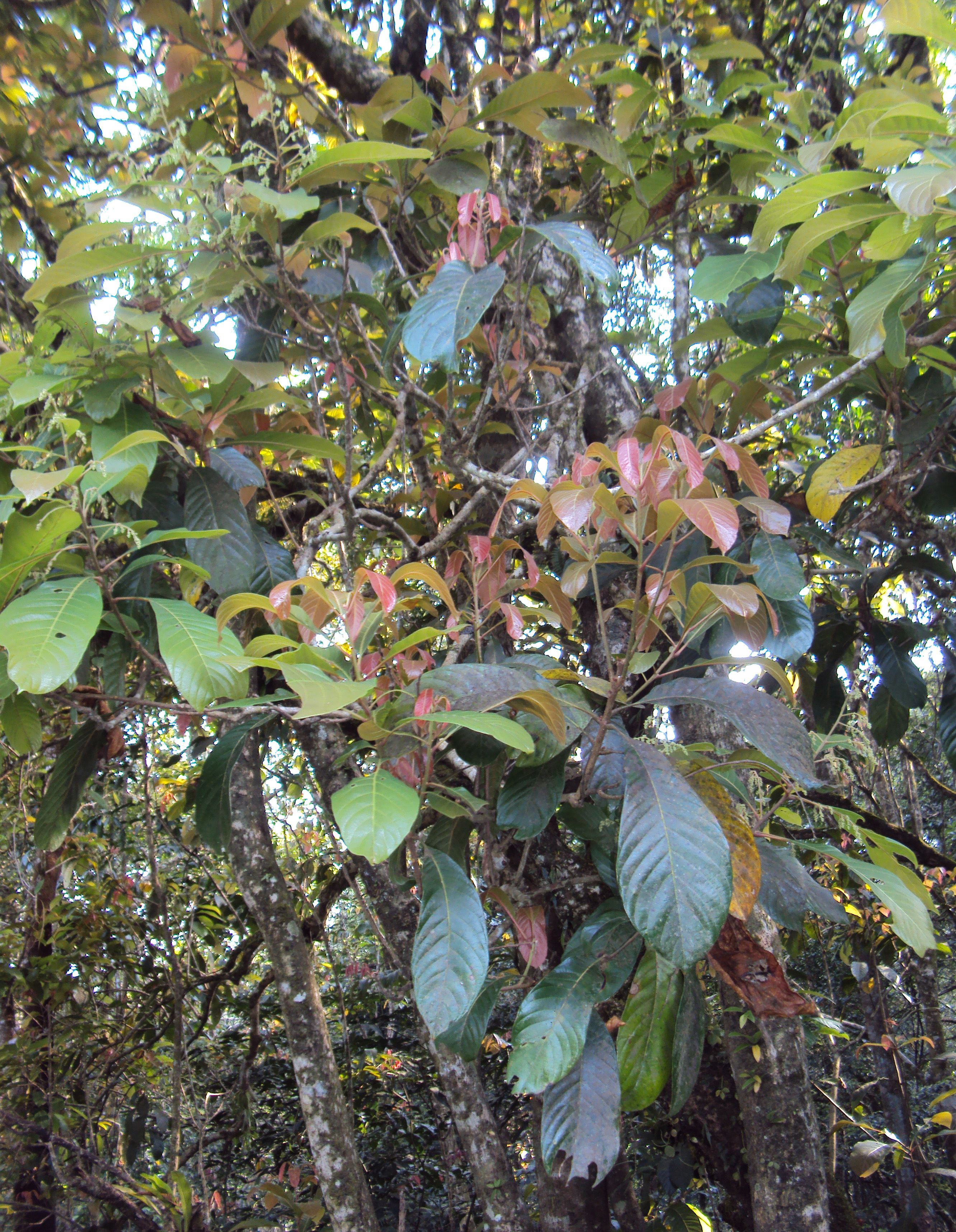
Lá của Elaeocarpus serratus